# Gdańsk Orunia
Gdańsk Orunia – przystanek kolejowy w Gdańsku, na osiedlu Orunia-Św. Wojciech-Lipce, w Oruni. Położony jest na 324 kilometrze linii kolejowej nr 9 biegnącej z Warszawy do Gdańska.

## Ruch pasażerski[1]
| Rok  | Wymiana pasażerska na dobę | Miejsce w Polsce |
| ---- | -------------------------- | ---------------- |
| 2017 | 300-499                    | bd.              |
| 2018 | 300-499                    | bd.              |
| 2019 | 500-699                    | 440.             |
| 2020 | 300-499                    | 408.             |
| 2021 | 500-699                    | 391.             |
| 2022 | 700-999                    | 390.             |
| 2023 | 700-999                    | 363.             |

Przystanek składa się z dwóch peronów: północnego - przy torze w kierunku Gdańska Głównego i południowego przy torze w kierunku Warszawy. Pomiędzy peronami znajduje się przejazd kolejowo-drogowy kategorii A w ciągu ul. Smętnej. Do 1938 roku była to stacja kolejowa. Od 11 grudnia 2016 na odcinku Tczew - Gdańsk Główny przestały kursować pociągi trójmiejskiej SKM.

## Połączenia
- Bydgoszcz
- Chojnice
- Elbląg
- Gdynia
- Grudziądz
- Iława
- Lębork
- Malbork
- Olsztyn
- Słupsk
- Sopot
- Starogard Gdański
- Tczew
- Wejherowo

Przystanek na Oruni jest obsługiwany przez Polregio.

## Galeria

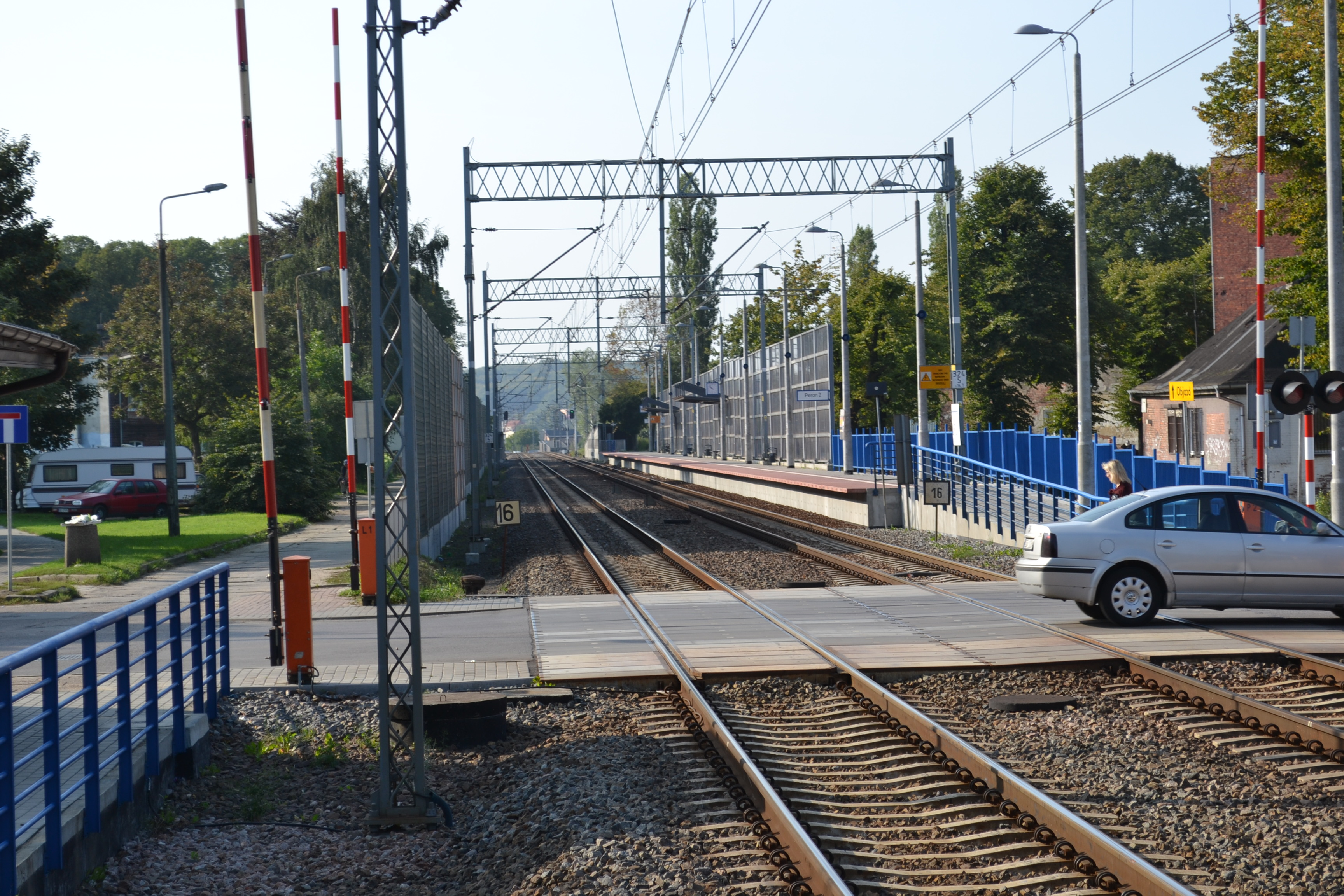
Peron 2 na przystanku Gdańsk Orunia wraz z przejazdem kolejowo-drogowym
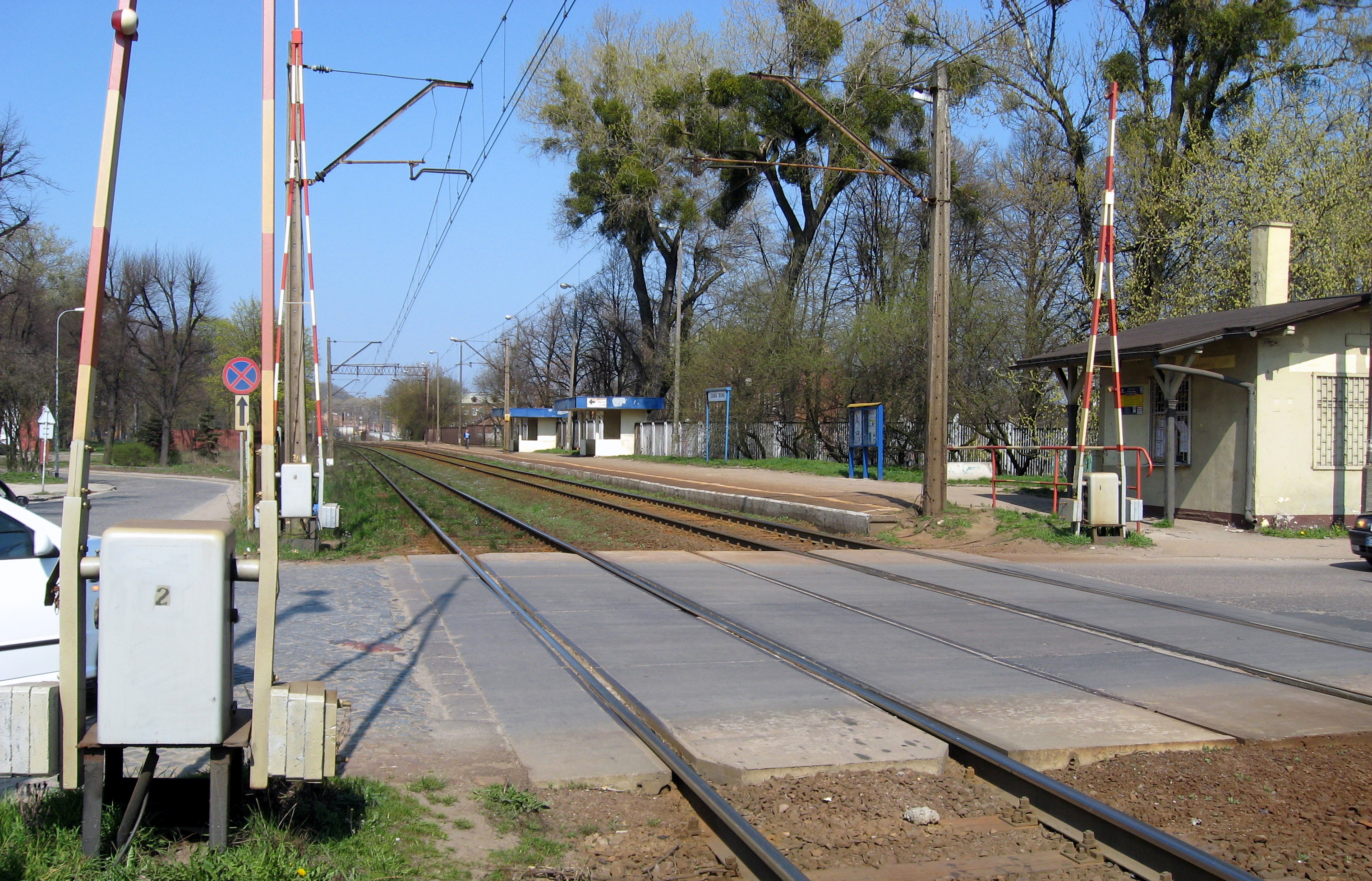
Przystanek przed modernizacją
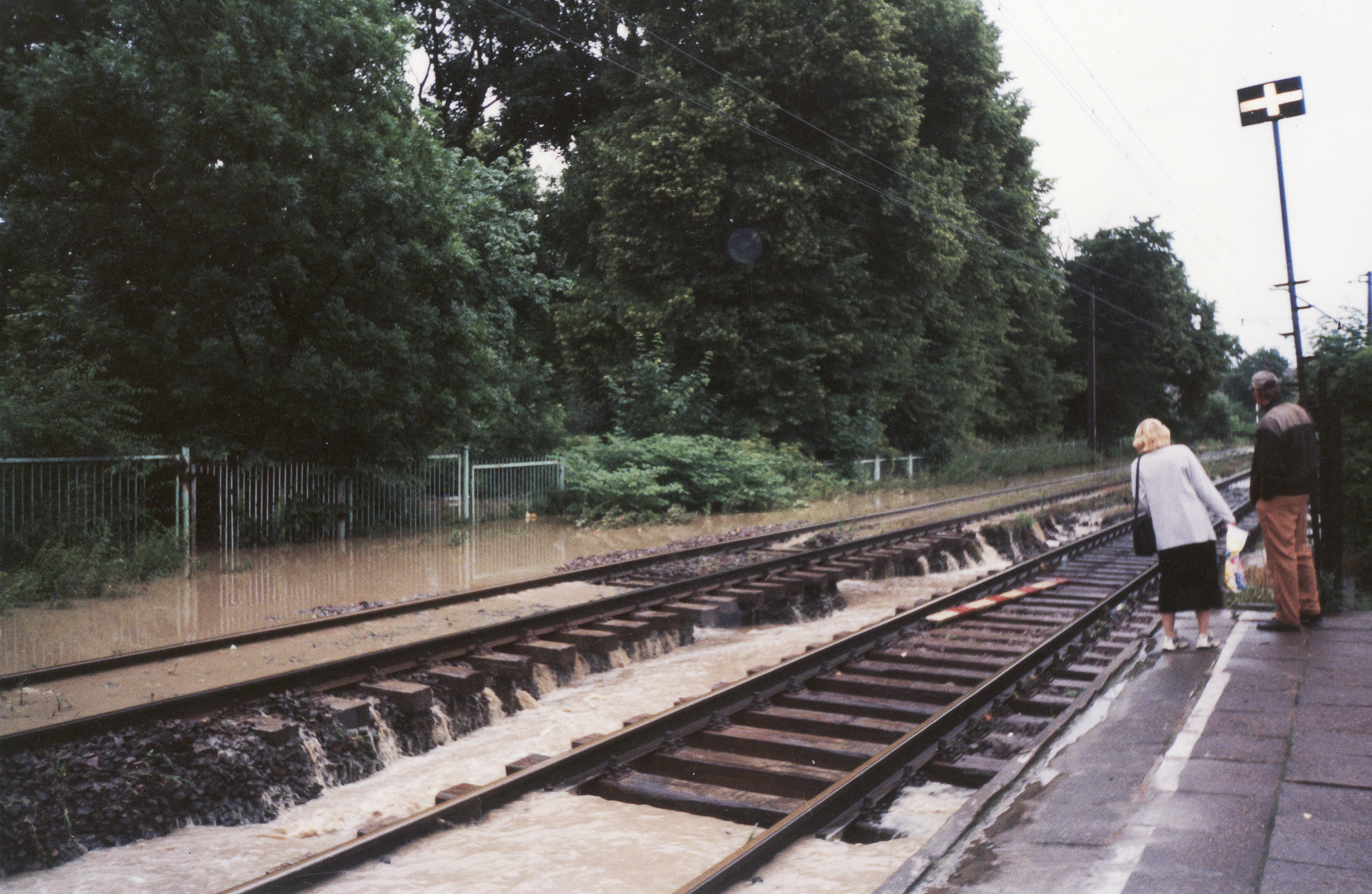
Przystanek w trakcie powodzi w 2001 r.